# Dieter Magnus

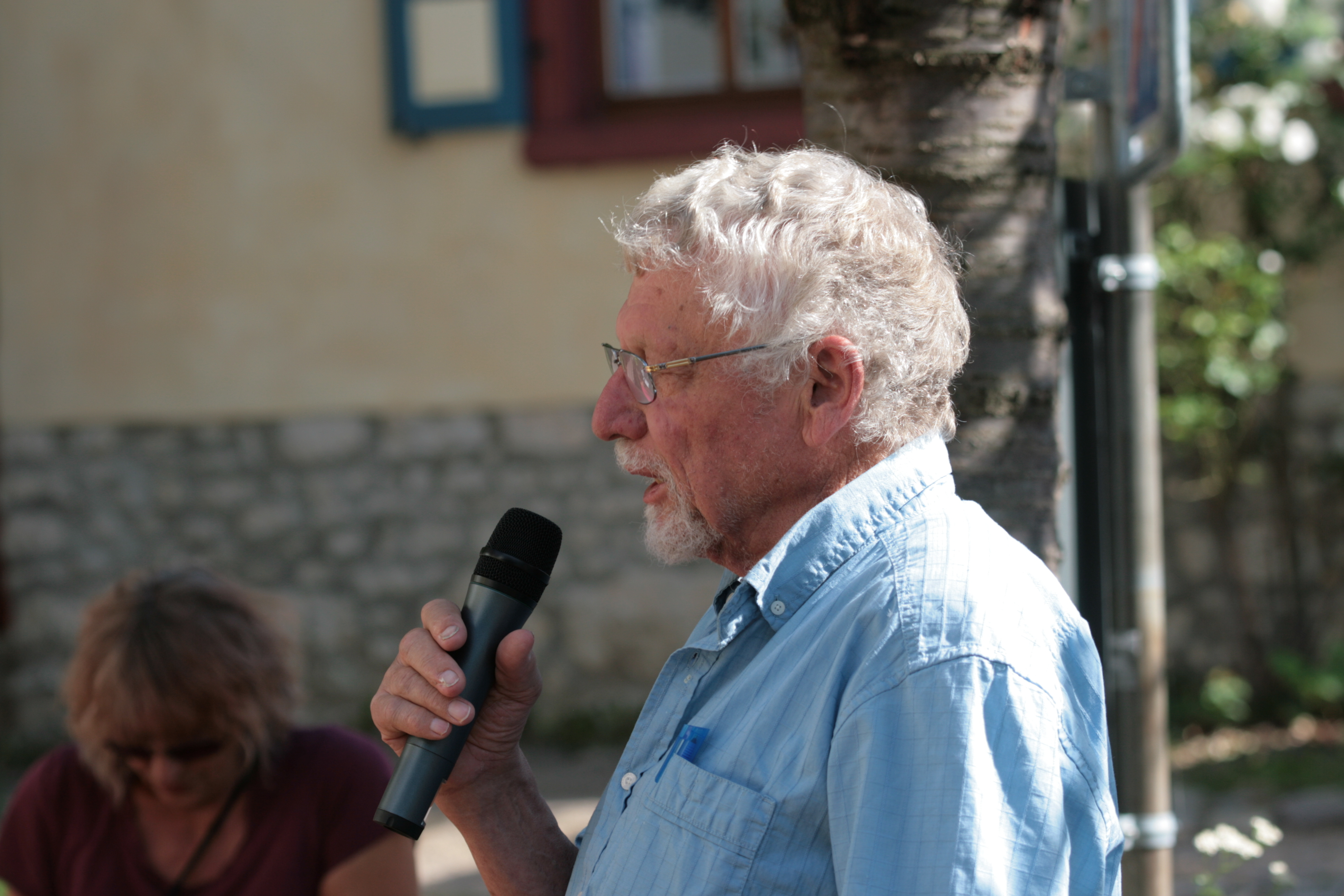
Dieter Magnus (2012)

Dieter Magnus (* 24. September 1937 in Schotten, Hessen; † 20. April 2023) war ein deutscher Filmemacher, Umweltkünstler und Filmregisseur.
In Mainz und Saarbrücken studierte Magnus Kunstgeschichte, Biologie und Philosophie und wurde als Bildhauer ausgebildet. Er entwickelte sich vom Maler über den Film- und Objektmacher zum Umweltkünstler, der die sozial angemessene und ökologische Gestaltung öffentlicher Räume als Thema hatte. Dieter Magnus lebte in Wackernheim bei Mainz.

## Werke (Auswahl)
- Multimedia-Ausstellung Umweltkunst gegen Kunstumwelt Mainz (1977)
- Die Grüne Brücke in der Mainzer Neustadt (1981)
- Ausstellung Kunst- und Naturlandschaften – Beiträge zur Stadtreparatur und Wohnumfeldgestaltung, gezeigt in über 100 Städten (1988–97)
- Garnethill Park in Glasgow (1990)
- Feldzeichen und Ort der Versammlung im Lausitzer Findlingspark Nochten (2007)
- "Wasserpark Feldkirchen- vom alten Waldschwimmbad zur Freizeit-Spiel-Wasserlandschaft", Neuwied (2008/09)

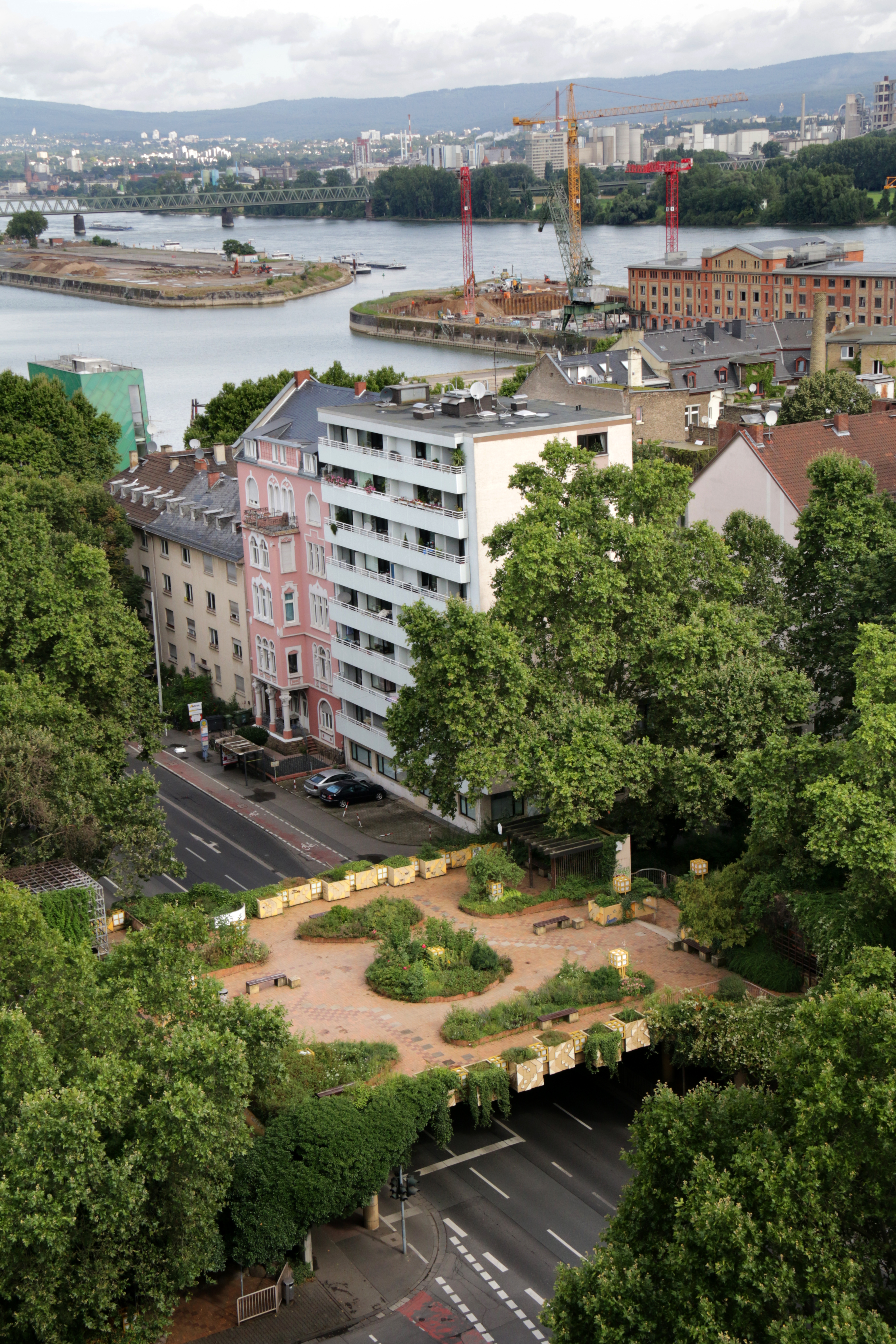
Grüne Brücke Mainz, Ansicht vom Hochhaus der Stadtwerke, im Hintergrund der Zollhafen und der Rhein
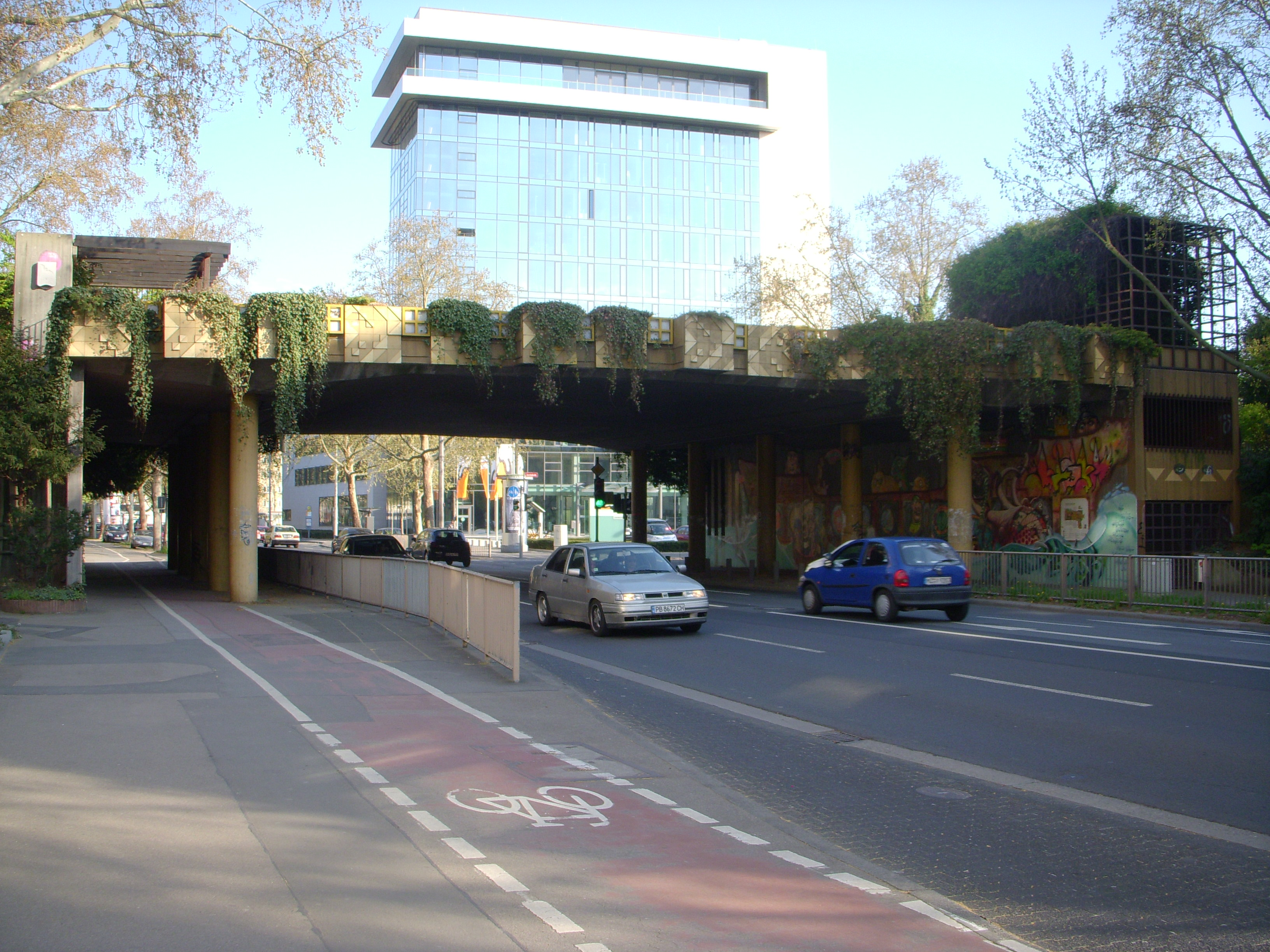
Grüne Brücke Mainz, Ansicht von der Rheinallee, rheinaufwärts
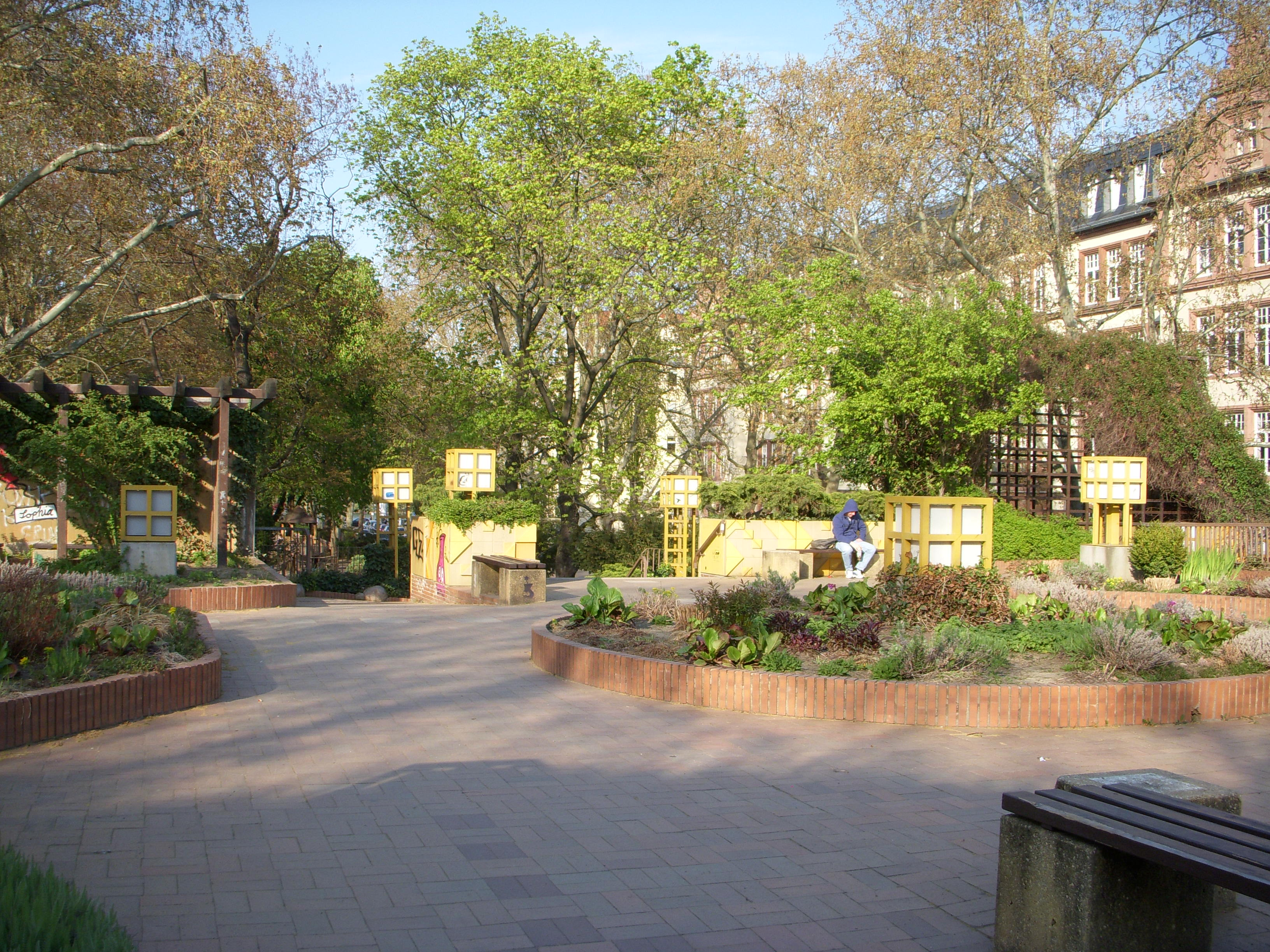
Grüne Brücke Mainz, Abgang zum Feldbergplatz und zum Rhein, im Hintergrund die Feldbergschule
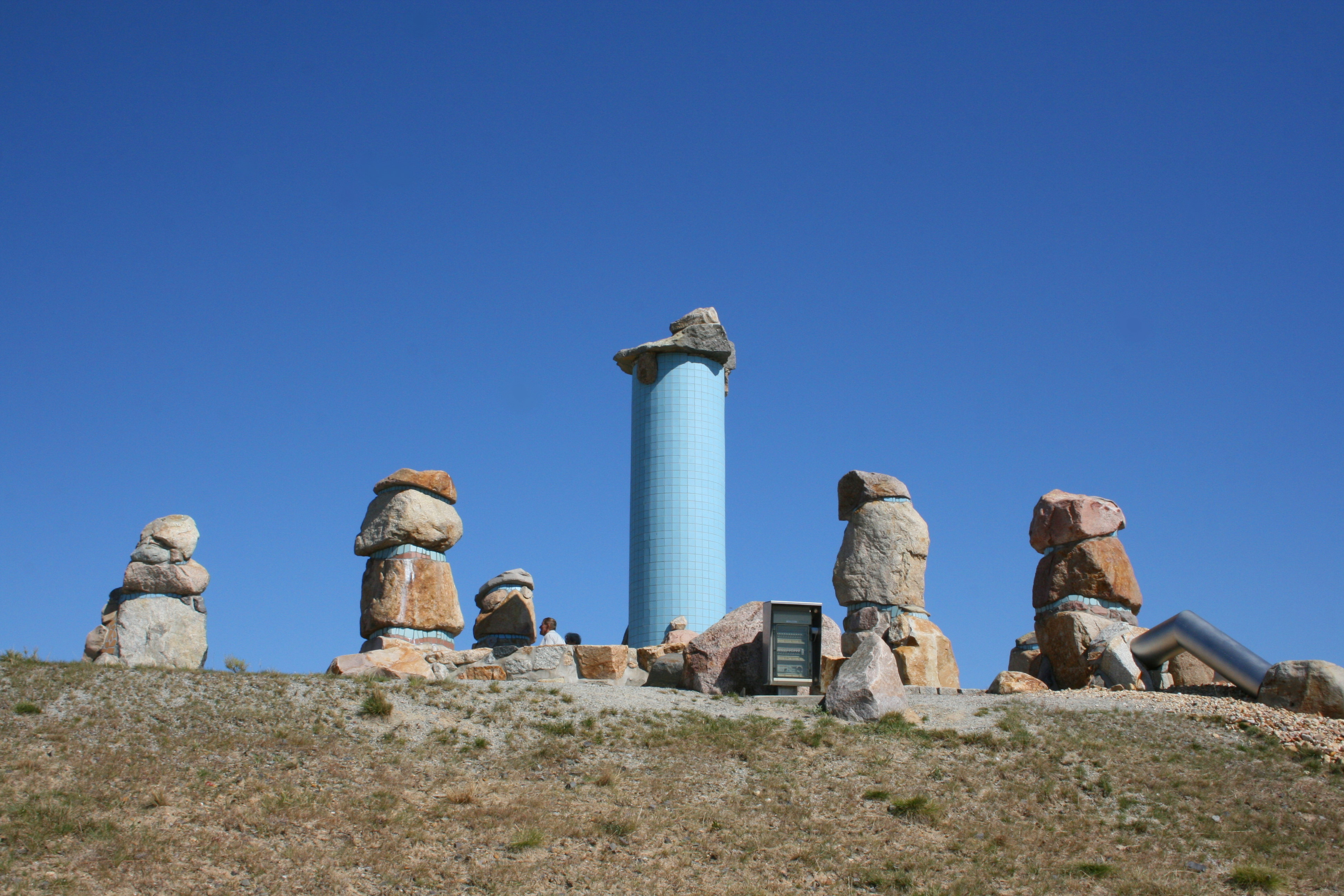
Feldzeichen und Ort der Versammlung im Lausitzer Findlingspark Nochten

## Auszeichnungen
- Förderpreis für Bildende Kunst der Stadt Mainz (1969)
- Adolf-Grimme-Preis in Silber für den Fernsehfilm Kitsch und Konsum (1974)
- Goldplakette vom Bundesbauministerium für das Projekt der Wohnbau Mainz "Vom Abstandsgrün zum Wohngarten" in Mainz (1990)
- Kunstpreis "Stadtkünstler von Unna". Konzept für "Grüne Achsen, Wasserwege und Umweltkunst" in Unna (1991/92)
- Diplome of Exellence vom Scottish Civic Trust und The Time Environment Award für Planung und Realisation Garnethill Park in Glasgow zusammen mit Stadt und Goethe-Institut (1992)
- Environment Regeneration Award, Scottish Natural Heritage (1995)
- Rubens-Medaille der UNESCO (1997)
- Gutenberg-Büste der Stadt Mainz (1997)
- Verdienstorden des Landes Rheinland-Pfalz (2003)
- Max-Slevogt-Medaille des Landes Rheinland-Pfalz (2007)
- Verdienstkreuz am Bande der Bundesrepublik Deutschland (2012)